# Canton de Livarot-Pays-d'Auge
Le canton de Livarot-Pays-d'Auge, précédemment appelé canton de Livarot, est une circonscription électorale française située dans le département du Calvados et la région Normandie.
À la suite du redécoupage cantonal de 2014, les limites territoriales du canton sont remaniées. Le nombre de communes du canton passe de 22 à 53.

## Histoire
De 1833 à 1840, les cantons de Livarot et d'Orbec avaient le même conseiller général. Le nombre de conseillers généraux était limité à 30 par département.
Un nouveau découpage territorial du Calvados entre en vigueur en mars 2015, défini par le décret du 17 février 2014, en application des lois du 17 mai 2013 (loi organique 2013-402 et loi 2013-403). Les conseillers départementaux sont, à compter de ces élections, élus au scrutin majoritaire binominal mixte. Les électeurs de chaque canton élisent au Conseil départemental, nouvelle appellation du Conseil général, deux membres de sexe différent, qui se présentent en binôme de candidats. Les conseillers départementaux sont élus pour 6 ans au scrutin binominal majoritaire à deux tours, l'accès au second tour nécessitant 12,5 % des inscrits au 1er tour. En outre la totalité des conseillers départementaux est renouvelée. Ce nouveau mode de scrutin nécessite un redécoupage des cantons dont le nombre est divisé par deux avec arrondi à l'unité impaire supérieure si ce nombre n'est pas entier impair, assorti de conditions de seuils minimaux. Dans le Calvados, le nombre de cantons passe ainsi de 49 à 25. Le nombre de communes du canton passe de 22 à 53.
Le canton prend sa dénomination actuelle par décret du 24 février 2021.

## Géographie
Ce canton est organisé autour de Livarot dans les arrondissements de Caen et de Lisieux. Son altitude varie de 39 m (Le Mesnil-Durand) à 233 m (Saint-Germain-de-Montgommery) pour une altitude moyenne de 131 m.

## Représentation

### Conseillers d'arrondissement (de 1833 à 1940)
| Période                                  | Période      | Identité                               | Étiquette | Qualité |
| ---------------------------------------- | ------------ | -------------------------------------- | --------- | --- |
| 1833                                     | 1840         | Louis Cordier                          |           | Propriétaire à Lisieux                                                                                      |
| 1840                                     | 1848         | Maurice Mignot (1796-1882)             |           | Maire du Mesnil-Bacley                                                                                      |
| 1848                                     | 1861         | François-Guy Bardel-Dubois (1779-1870) |           | Médecin à Fervaques                                                                                         |
| 1861                                     | 1877         | Jean-Marc Malfilâtre (1816-1890)       |           | Maire de La Brévière                                                                                        |
| 1877                                     | 1910         | Eugène Edmond Dasnières (1829-1915)    |           | Notaire à Fervaques                                                                                         |
| 1910                                     | 1921 (décès) | Désiré Dalençon (1848-1921)            | Radical   | Agriculteur, maire de Livarot (1904-1919)                                                                   |
| 1922                                     | 1928         | Georges Bisson                         |           | Maire de Livarot                                                                                            |
| 1928                                     | 1940         | Henri Tambareau                        | RG        | Agriculteur et vétérinaire à Livarot, président de la Société d'agriculture                                 |
| 1940                                     |              |                                        |           | Les conseils d'arrondissement ont été suspendus par la loi du 12 octobre 1940 et n'ont jamais été réactivés |
| Les données manquantes sont à compléter. |              |                                        |           | |

### Conseillers généraux de 1833 à 2015
| Période                                  | Période          | Identité                                        | Étiquette             | Qualité                                                                            |
| ---------------------------------------- | ---------------- | ----------------------------------------------- | --------------------- | ---------------------------------------------------------------------------------- |
| 1833                                     | 1840             | Frédéric Luc Hélix d'Hacqueville (1804-1879)    |                       | Président honoraire du tribunal civil de Lisieux, propriétaire, maire d'Orbec      |
| 1840                                     | 1848             | Louis Cordier                                   |                       | Négociant, juge au tribunal civil de Lisieux, conseiller d'arrondissement          |
| 1848                                     | 1852             | Alfred Rioult de Neuville                       | Droite Monarchiste    | Propriétaire, maire de Livarot, député (1849-1851)                                 |
| 1852                                     | 1857 (décès)     | Théodore-Auguste de Lyée de Belleau (1788-1857) | Droite royaliste      | Maire de Notre-Dame-de-Courson                                                     |
| 1857                                     | 1913 (décès)     | Charles de Lyée de Belleau (fils du précédent)  | Droite royaliste      | Maire de Notre-Dame-de-Courson                                                     |
| 1913                                     | 1917 (décès)     | Marcel Gambier                                  | Républicain           | Chef de cabinet du sous-secrétaire d'État à la guerre, adjoint au maire de Livarot |
| 1917                                     | 1919             | siège vacant                                    |                       |                                                                                    |
| 1919                                     | 1940             | Joseph Laniel                                   | RG-URD                | Manufacturier, maire de Notre-Dame-de-Courson, député (1932-1940)                  |
|                                          |                  |                                                 |                       |                                                                                    |
| 1943                                     | 1945             | Marcel Lescène (1892-1956)                      |                       | Pharmacien, maire de Livarot (1938-1945), nommé conseiller départemental en 1943   |
|                                          |                  |                                                 |                       |                                                                                    |
| 1945                                     | 1956 (décès)     | Marcel Lescène                                  | DVD puis RPF puis DVD | Pharmacien, maire de Livarot (1947-1953)                                           |
| 8 juillet 1956                           | 1964 (décès)     | André Troussier (1895-1964)                     | UNR puis DVD          | Maire de Fervaques                                                                 |
| 1964                                     | 1967             | Gustave Timmerman                               | DVD                   | Directeur de cidrerie Maire de Livarot (1953-1968)                                 |
| 1967                                     | 1980 (décès)     | Gilles Dudouit                                  | DVD                   | Maire de La Chapelle-Haute-Grue                                                    |
| 1980                                     | 1985             | Joseph Rioult de Neuville                       | DVD                   | Agriculteur et exploitant forestier Maire de Livarot (1968-1977)                   |
| 1985                                     | 1991 (démission) | Jean Prado                                      |                       | Propriétaire à Livarot                                                             |
| 1991                                     | 2004             | Robert Halley                                   | DVD                   | Maire des Moutiers-Hubert, homme d'affaires                                        |
| 2004                                     | 2015             | Sébastien Leclerc                               | DVD                   | Chef d'entreprise, maire de Livarot (2008-2017)                                    |
| Les données manquantes sont à compléter. |                  |                                                 |                       |                                                                                    |

Le canton participe à l'élection du député de la troisième circonscription du Calvados.

### Conseillers départementaux à partir de 2015
| Période élective | Période élective | Mandat | Mandat   | Identité                  | Nuance | Nuance | Qualité |
| ---------------- | ---------------- | ------ | -------- | ------------------------- | ------ | ------ | --- |
| 2015             | 2021             | 2015   | 2021     | Sébastien Leclerc         |        | LR     | Gérant de sociétés Maire de Lisieux (2020 → ) Premier vice-président de la Communauté d'agglomération Lisieux Normandie Député du Calvados (2017 → 2020) Élu en 2021 dans le canton de Lisieux |
| 2015             | 2021             | 2015   | 2021     | Véronique Maymaud         |        | DVD    | Retraitée Adjointe au maire de Saint-Pierre-en-Auge et Maire délégué de Vaudeloges Ancienne maire de Vaudeloges (2014-2016)                                                                    |
| 2021             | 2028             | 2021   | en cours | Olivier Anfry             |        | DVC    | Directeur d'EHPAD, adjoint au maire de Saint-Pierre-en-Auge |
| 2021             | 2028             | 2021   | en cours | Vanessa Bonhomme Duchemin |        | DVC    | Assureuse, adjointe au maire de Livarot-Pays-d'Auge |

### Résultats détaillés

#### Élections de mars 2015
À l'issue du premier tour des élections départementales de 2015, deux binômes sont en ballottage : Sébastien Leclerc et Véronique Maymaud (Union de la Droite, 51,11 %) et Laëtitia Dubosq et Daniel Gosset (FN, 27,71 %). Le taux de participation est de 50,17 % (8 608 votants sur 17 157 inscrits) contre 51,43 % au niveau départemental et 50,17 % au niveau national.
Au second tour, Sébastien Leclerc et Véronique Maymaud (Union de la Droite) sont élus avec 68 % des suffrages exprimés et un taux de participation de 49,85 % (5 299 voix pour 8 560 votants et 17 173 inscrits).

#### Élections de juin 2021
Le premier tour des élections départementales de 2021 est marqué par un très faible taux de participation (33,26 % au niveau national). Dans le canton de Livarot-Pays-d'Auge, ce taux de participation est de 32,83 % (5 489 votants sur 16 720 inscrits) contre 34,31 % au niveau départemental. À l'issue de ce premier tour, deux binômes sont en ballottage : Olivier Anfry et Vanessa Bonhomme Duchemin (DVC, 37,73 %) et Jonathan Blin et Véronique Maymaud (Divers, 31,16 %).
Le second tour des élections est marqué une nouvelle fois par une abstention massive équivalente au premier tour. Les taux de participation sont de 34,3 % au niveau national, 34,65 % dans le département et 35,17 % dans le canton de Livarot-Pays-d'Auge. Olivier Anfry et Vanessa Bonhomme Duchemin (DVC) sont élus avec 54,35 % des suffrages exprimés (2 955 voix pour 5 881 votants et 16 722 inscrits),,.

## Composition

### Composition avant 2015
Le canton de Livarot comptait vingt-deux communes.
| Nom                          | Code Insee | Codepostal | Superficie (km2) | Population (dernière pop. légale) | Densité (hab./km2) |
| ---------------------------- | ---------- | ---------- | ---------------- | --------------------------------- | ------------------ |
| Livarot (chef-lieu)          | 14371      | 14140      | 12,09            | 2 269 (2010)                      | 188                |
| Auquainville                 | 14028      | 14140      | 9,56             | 307 (2010)                        | 32                 |
| Les Autels-Saint-Bazile      | 14029      | 14140      | 5,53             | 49 (2009)                         | 8,9                |
| Bellou                       | 14058      | 14140      | 7,39             | 153 (2009)                        | 21                 |
| La Brévière                  | 14105      | 14140      | 3,53             | 120 (2009)                        | 34                 |
| La Chapelle-Haute-Grue       | 14153      | 14140      | 2,92             | 60 (2010)                         | 21                 |
| Cheffreville-Tonnencourt     | 14155      | 14140      | 7,72             | 261 (2010)                        | 34                 |
| Fervaques                    | 14265      | 14140      | 10,67            | 725 (2010)                        | 68                 |
| Heurtevent                   | 14330      | 14140      | 5,86             | 187 (2009)                        | 32                 |
| Lisores                      | 14368      | 14140      | 11,91            | 305 (2012)                        | 26                 |
| Le Mesnil-Bacley             | 14414      | 14140      | 4,47             | 221 (2010)                        | 49                 |
| Le Mesnil-Durand             | 14418      | 14140      | 9,86             | 310 (2010)                        | 31                 |
| Le Mesnil-Germain            | 14420      | 14140      | 8,67             | 258 (2009)                        | 30                 |
| Les Moutiers-Hubert          | 14459      | 14140      | 8,13             | 49 (2010)                         | 6                  |
| Notre-Dame-de-Courson        | 14471      | 14140      | 19,40            | 413 (2009)                        | 21                 |
| Sainte-Foy-de-Montgommery    | 14576      | 14140      | 4,59             | 203 (2010)                        | 44                 |
| Saint-Germain-de-Montgommery | 14583      | 14140      | 8,13             | 159 (2010)                        | 20                 |
| Sainte-Marguerite-des-Loges  | 14615      | 14140      | 10,85            | 191 (2009)                        | 18                 |
| Saint-Martin-du-Mesnil-Oury  | 14633      | 14140      | 4,78             | 99 (2009)                         | 21                 |
| Saint-Michel-de-Livet        | 14634      | 14140      | 4,74             | 200 (2010)                        | 42                 |
| Saint-Ouen-le-Houx           | 14638      | 14140      | 5,21             | 82 (2010)                         | 16                 |
| Tortisambert                 | 14696      | 14140      | 6,07             | 148 (2009)                        | 24                 |

Situation du canton dans l'arrondissement de Lisieux.

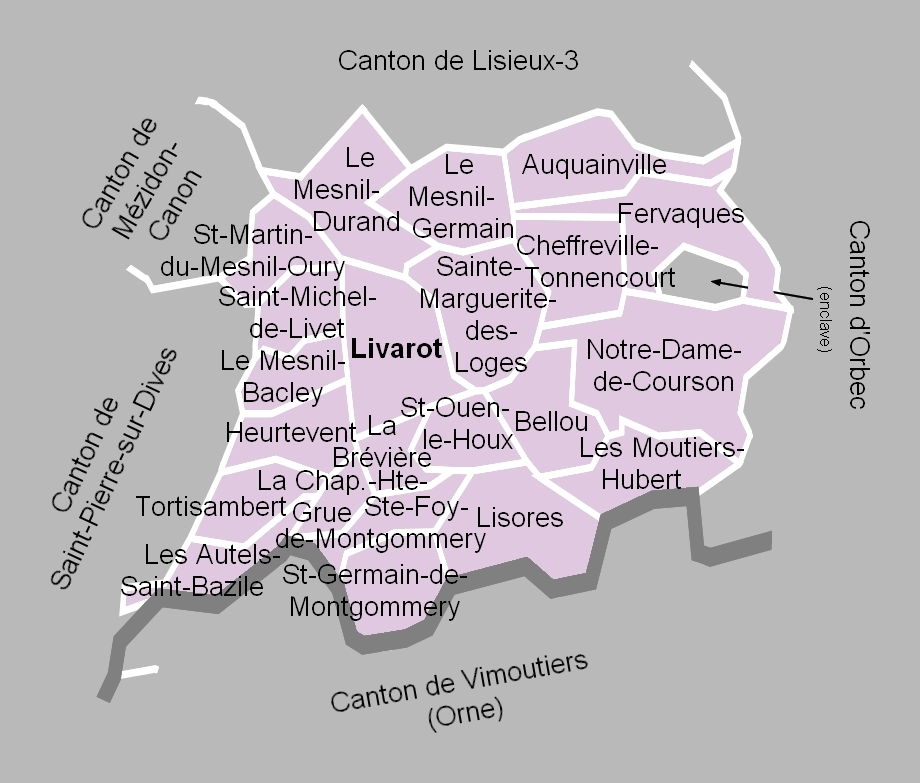
La carte des communes du canton. Les cantons limitrophes étaient ceux de Mézidon-Canon, de Lisieux-3, d'Orbec, de Vimoutiers et de Saint-Pierre-sur-Dives.

La commune de La Croupte, rattachée au canton d'Orbec, constituait une enclave dans le canton de Livarot.
À la suite du redécoupage des cantons pour 2015, toutes les communes sont à nouveau rattachées au canton de Livarot auquel s'ajoutent les treize communes du canton de Saint-Pierre-sur-Dives, une commune du canton de Morteaux-Coulibœuf et dix-sept du canton d'Orbec.

#### Anciennes communes
Les anciennes communes suivantes étaient incluses dans le territoire du canton de Livarot antérieur à 2015 :
- Pontaléry, absorbée en 1826 par Le Mesnil-Durand.
- Saint-Aubin-sur-Auquainville, absorbée en 1831 par Auquainville.
- Les Autels-en-Auge, absorbée en 1831 par Saint-Bazile. La commune prend le nom de Les Autels-Saint-Bazile.
- Saint-Pierre-de-Courson, absorbée en 1831 par Notre-Dame-de-Courson.
- Le Mesnil-Oury, absorbée en 1831 par Saint-Martin-des-Noyers. La commune prend le nom de Saint-Martin-du-Mesnil-Oury.
- Bellouet, absorbée en 1832 par Bellou.
- Tonnencourt, absorbée en 1882 par Cheffreville. La commune prend le nom de Cheffreville-Tonnencourt.

### Composition après 2015
Le canton de Livarot-Pays-d'Auge comprend douze communes entières.
| Nom                                         | Code Insee | Intercommunalité      | Superficie (km2) | Population (dernière pop. légale) | Densité (hab./km2) | Modifier                                    |
| ------------------------------------------- | ---------- | --------------------- | ---------------- | --------------------------------- | ------------------ | ------------------------------------------- |
| Livarot-Pays-d'Auge (bureau centralisateur) | 14371      | CA Lisieux Normandie  | 180,83           | 6 183 (2022)                      | 34                 | modifier les données · modifier les données |
| Cernay                                      | 14147      | CA Lisieux Normandie  | 5,82             | 138 (2022)                        | 24                 | modifier les données · modifier les données |
| La Folletière-Abenon                        | 14273      | CA Lisieux Normandie  | 10,75            | 140 (2022)                        | 13                 | modifier les données · modifier les données |
| Lisores                                     | 14368      | CA Lisieux Normandie  | 11,91            | 259 (2022)                        | 22                 | modifier les données · modifier les données |
| Orbec                                       | 14478      | CA Lisieux Normandie  | 10,14            | 1 963 (2022)                      | 194                | modifier les données · modifier les données |
| Saint-Denis-de-Mailloc                      | 14571      | CA Lisieux Normandie  | 4,25             | 301 (2022)                        | 71                 | modifier les données · modifier les données |
| Saint-Martin-de-Bienfaite-la-Cressonnière   | 14621      | CA Lisieux Normandie  | 11,55            | 530 (2022)                        | 46                 | modifier les données · modifier les données |
| Saint-Pierre-en-Auge                        | 14654      | CA Lisieux Normandie  | 144,97           | 7 265 (2022)                      | 50                 | modifier les données · modifier les données |
| Val-de-Vie                                  | 14576      | CA Lisieux Normandie  | 19,17            | 509 (2022)                        | 27                 | modifier les données · modifier les données |
| Valorbiquet                                 | 14570      | CA Lisieux Normandie  | 28,66            | 2 465 (2022)                      | 86                 | modifier les données · modifier les données |
| Vendeuvre                                   | 14735      | CC du Pays de Falaise | 26,31            | 802 (2022)                        | 30                 | modifier les données · modifier les données |
| La Vespière-Friardel                        | 14740      | CA Lisieux Normandie  | 18,04            | 1 181 (2022)                      | 65                 | modifier les données · modifier les données |
| Canton de Livarot-Pays-d'Auge               | 1418       |                       | 472,40           | 21 736 (2022)                     | 46                 | modifier les données                        |

Le canton comptait cinquante-trois communes lors du redécoupage cantonal de 2014. Du fait de la fusion de nombreuses communes sous le statut de commune nouvelle, beaucoup sont devenues des communes déléguées :
- Commune nouvelle de La Vespière-Friardel :
  - Friardel
  - La Vespière
- Commune nouvelle de  Livarot-Pays-d'Auge :
  - Livarot
  - Auquainville
  - Les Autels-Saint-Bazile
  - Bellou
  - Cerqueux
  - Cheffreville-Tonnencourt
  - La Croupte
  - Familly
  - Fervaques
  - Heurtevent
  - Le Mesnil-Bacley
  - Le Mesnil-Durand
  - Le Mesnil-Germain
  - Meulles
  - Les Moutiers-Hubert
  - Notre-Dame-de-Courson
  - Préaux-Saint-Sébastien
  - Saint-Martin-du-Mesnil-Oury
  - Saint-Michel-de-Livet
  - Saint-Ouen-le-Houx
  - Sainte-Marguerite-des-Loges
  - Tortisambert

- Commune nouvelle de Val-de-Vie :
  - La Brévière
  - La Chapelle-Haute-Grue
  - Saint-Germain-de-Montgommery
  - Sainte-Foy-de-Montgommery

- Commune nouvelle de Valorbiquet
  - La Chapelle-Yvon
  - Saint-Cyr-du-Ronceray
  - Saint-Julien-de-Mailloc
  - Saint-Pierre-de-Mailloc
  - Tordouet

## Démographie

### Démographie avant 2015
| 1962  | 1968  | 1975  | 1982  | 1990  | 1999  | 2006  | 2011  | 2012  |
| ----- | ----- | ----- | ----- | ----- | ----- | ----- | ----- | ----- |
| 7 275 | 6 818 | 6 302 | 6 219 | 6 337 | 6 360 | 6 602 | 6 780 | 6 720 |

### Démographie depuis 2015
En 2022, le canton comptait 21 736 habitants, en évolution de −3,91 % par rapport à 2016 (Calvados : +1,58 %, France hors Mayotte : +2,11 %).
| 2013   | 2018   | 2022   |
| ------ | ------ | ------ |
| 23 054 | 22 054 | 21 736 |